# Pop TV
Pop TV ist ein privater Fernsehsender in Slowenien. Er nahm am 7. Juli 1995 den Sendebetrieb auf. Neben Pop TV betreibt die Central European Media Enterprises in Slowenien noch die Sender Kanal A und POP BRIO sowie das Online-Portal 24ur.com.
Das Programm besteht aus Serien, Spielfilmen und Eigenproduktionen.

## Sendungen
- CSI: Den Tätern auf der Spur
- CSI: Miami
- CSI: NY
- Desperate Housewives
- Lost
- Monk
- Prison Break
- Without a Trace – Spurlos verschwunden